# 定盤
定盤（じょうばん）とは、ケガキや測定の際に、平面の基準となる水平な台のことである。定磐とも書く。
内部応力を十分に緩和させた鋳鉄で作られた台の表面を精密に仕上げたものが、定盤となる。鉄製に限らず、花崗岩（黒御影石）といった石材も使われ、これらの石定盤は、鉄製の定盤より耐磨耗性などに優れている。また、錆びや温度による変形も少ない。その他、フロートガラスの平滑さを利用したガラス定盤が存在する。
| スタブアイコン | サブスタブ | この項目は、まだ閲覧者の調べものの参照としては役立たない、工学・技術に関連した書きかけの項目です。この項目を加筆・訂正などしてくださる協力者を求めています。 |